# Peter Pan's Neverland Nightmare
Peter Pan's Neverland Nightmare (Peter Pan: Pesadilla en la Tierra de Nunca Jamás) en Hispanoamérica; (Peter Pan, Pesadilla en Nunca Jamás en España) es una película de terror independiente británica dirigida por Scott Jeffrey y escrita y producida por Rhys Frake-Waterfield. Es la tercera película de The Twisted Childhood Universe (TCU) y sirve como una versión de terror de Peter Pan de JM Barrie .
Se estrenó el 13 de enero de 2025. El se estrenó el 27 de marzo de 2025. El estrenó el 4 de abril de 2025.

## Premisa
Wendy Darling emprende una búsqueda para encontrar a su hermano Michael, quien ha sido secuestrado por Peter Pan y Timmy Carter/Tinker Bell . 

## Reparto
- Martín Portlock como Peter Pan
- Oscar Hastings como el joven Peter Pan
- Megan Placito como Wendy Darling
- Kit Green como Timmy Carter/Campanita
- Holden M. N. Smith como el joven Timmy Carter/Campanita
- Peter DeSouza-Feighoney como Michael Darling
- Charity Kase como James/Capitán Garfio
- Kelly Rian Sanson como Mia
- Teresa Banham como Mary Darling
- Olumide Olorunfemi como Tiger Lily
- Lucas Allerman como el joven James Garfio
- Campbell Wallace como John Darling
- Jay Robertson como Cake Creature
- Kierston Wareing como Roxy
- Hardy Yusuf como Joey
- Nicola Wright como Daphne Robin

## Producción

### Desarrollo
En noviembre de 2022, se anunció que se estaba desarrollando una película de terror de acción real, titulada Peter Pan's Neverland Nightmare, para ITN Studios y Jagged Edge Productions, con Rhys Frake-Waterfield como productor.  Frake-Waterfield ha declarado que la película representará al personaje de Tinker Bell como un drogadicto en recuperación "muy obeso".  La película fue dirigida por Scott Jeffrey a partir de un guion de Frake-Waterfield.  En enero de 2024, Martin Portlock, Megan Placito, Kit Green, Peter DeSouza-Feighoney y Charity Kase fueron elegidos como Peter Pan, Wendy Darling, Tinker Bell, Michael Darling y el Capitán James Hook, respectivamente.
La fotografía principal comenzó el 9 de mayo de 2024 en Londres,  que Jeffrey confirmó a través de sus redes sociales. 

## Estreno
Neverland Nightmare de Peter Pan se estrenó el 13 de enero de 2025.